# Jimmy Wales
Jimmy Donal „Jimbo“ Wales (* 7. srpna 1966 Huntsville, Alabama, USA) je jeden ze zakladatelů Wikipedie, propagátor webů typu wiki a internetový podnikatel.

## Osobní život
Wales se narodil v Huntsvillu v americkém státě Alabama. Jeho otec Jimmy pracoval v potravinářství a jeho matka společně s jeho babičkou provozovaly malou školu, kterou Wales začal v šesti letech navštěvovat. Poté, co tuto školu dokončil, začal chodit na místní soukromou školu Randolph School, která jej měla připravit na univerzitu. V době, kdy Wales docházel do Randolph School, jeho rodina musela platit vysoké školné, ale jeho rodiče považovali vzdělání za velmi důležité, proto mu školu platili.
Poté začal Wales studovat na Auburnské univerzitě, kde obdržel bakalářský titul. Na University of Alabama se mu pak podařilo získat magisterské vzdělání. V době svého postgraduálního studia na Indiana University i vyučoval, avšak doktorský titul již neobdržel, jelikož nenapsal disertační práci nutnou pro získání doktorské hodnosti. Poté se vydal do Chicaga, kde mezi lety 1994–2000 pracoval jako obchodník. Během této doby založil se svými přáteli internetový portál Bomis, zaměřený na aspekty popkultury, pomocí kterého se také prodávalo původní zboží. V roce 1997 se oženil. Během šesti let si vydělal tolik peněz, že mohl materiálně zabezpečit sebe i svou manželku a věnovat se tak svým zálibám. Od roku 2007 žil v St. Petersburgu na Floridě, nyní žije v Londýně. Má jedno dítě, dceru jménem Kira. Je potřetí ženatý, jeho současnou ženou je Kate Garvey, která působila 10 let na londýnské Downing Street 10 jako sekretářka britského premiéra Tonyho Blaira.

## Kariéra
Je obdivovatelem filosofie objektivismu Ayn Randové; na střední škole provozoval e-mailovou konferenci nazvanou „Moderovaná diskuse objektivistické filosofie“. Později založil také Wikia, wiki verzi internetového vyhledávače a Wikicities, volný wiki hosting.
Spolu s Larrym Sangerem Wales založil Wikipedii, online encyklopedii založenou na systému wiki. Před tím spolu pracovali na dnes již nefungujícím projektu encyklopedie Nupedia. Wales byl do roku 2006 předsedou správní rady nadace Wikimedia, neziskové organizace sídlící v Tampě, která obhospodařuje Wikipedii a její mladší sesterské projekty. Podle magazínu Time utratil Wales na založení a provoz svých wiki projektů asi 500 000 USD. Dne 21. října 2006 ze svého postu odstoupil a stal se emeritním předsedou nadace.
O Wikipedii řekl:
- „Mým cílem je vytvořit co největší studnici co nejpřesnějších poznatků.“
- „Wikipedia je chrám mysli. A v chrámu má být klid. Žádné billboardy.“
- „Wikipedia nebude dokončená nikdy. Pokrok lidstva totiž postupuje každým dnem, takže směrem vpřed encyklopedii nelze uzavřít. Ale zpátky po časové ose se jednou dostaneme do stavu popsání všeho nabytého poznání.“

Wales se angažuje v záležitostech zákonů o střelných zbraních, zvláště v souvislosti s ústavou USA.[zdroj?]